# Олодумаре
Еледумаре - је име дато једној од три  манифестације Врховног Бога у Јоруба пантеону. Еледумаре је Врховни Творац. Олодумаре је одговоран за координирање Универзумом. Врховни Бог има три манифестације: Еледумаре-  Створитељ; Олорун- владар неба; и Олофи- спона између неба и земље.

## Линкови
1. ↑  Cynthia Duncan,Ph.D. About Santeria